# Microderolus latevittatus
Microderolus latevittatus là một loài bọ cánh cứng trong họ Cerambycidae.